# Angelica Ström
Ej att förväxla med Angelica Ström (lärare) (född 1953)
Angelica Viola Maria Ström, född 15 september 1981 i Tolfta församling i Tierp, är en svensk friidrottare med tresteg som specialgren. Hon tävlade tidigare för Gefle IF men representerar sedan innesäsongen 2012/13 Spårvägens IF.

## Personliga rekord
| Utomhus - Längdhopp – 6,08 (Monachil, Spanien 10 juli 2010) - Längdhopp – 6,02 (Jönköping 21 maj 2009) - Tresteg – 13,43 (Braunschweig, Tyskland 21 juni 2014) | Inomhus - 60 meter – 8,15 (Huddinge 22 januari 2012) - Längdhopp – 5,92 (Sätra 29 januari 2012) - Tresteg – 13,38 (Norrköping 16 februari 2013) |

### Fotnoter
1. ↑  ”Karensövergångar 2013”. friidrott.se. 6 oktober 2013. Arkiverad från originalet den 8 augusti 2020. https://web.archive.org/web/20200808062520/https://www.friidrott.se/forbundsinfo/overgangar/karens13.aspx. Läst 5 december 2016.
2. ↑  ”Stora SM 2008, dag 2”. trackandfield.se. http://www.trackandfield.se/Resultat/2008/080802.htm. Läst 20 maj 2013.
3. ↑  ”Stora SM 2009”. Arkiverad från originalet den 13 december 2009. https://archive.is/20091213202749/http://88.131.109.176/folksam/sm09/resultat.php. Läst 23 april 2013.
4. ↑  ”Stora SM 2010, dag 2”. trackandfield.se. http://www.trackandfield.se/resultat/2010/100820.htm. Läst 2 september 2013.
5. ↑  ”Stora SM 2011, dag 2” (htm). trackandfield.se. http://www.trackandfield.se/resultat/2011/110812.htm. Läst 17 april 2013.
6. ↑  ”Stora SM 2012, dag 2”. swedishtiming.se. Arkiverad från originalet den 30 augusti 2012. https://web.archive.org/web/20120830084623/http://www.swedishtiming.se/resultat/120825.htm. Läst 16 april 2013.
7. ↑  ”Stora SM 2014, dag 2” (htm). trackandfield.se. http://www.trackandfield.se/resultat/2014/140802.htm. Läst 21 oktober 2014.
8. ↑  ”Stora inne-SM 2009 dag 2, resultat”. ism2009.se. Arkiverad från originalet den 4 mars 2016. https://web.archive.org/web/20160304222657/http://www.ism2009.se/filer/resultat_dag2.html. Läst 17 juli 2012.
9. ↑  ”Stora inne-SM 2011 dag 2, resultat”. trackandfield.se. http://www.trackandfield.se/resultat/2011/110227.htm. Läst 19 juli 2012.
10. ↑  ”Stora inne-SM 2012, resultat”. trackandfield.se. http://www.trackandfield.se/Resultat/2012/120218_19.htm. Läst 19 juli 2012.
11. ↑  ”Stora inne-SM 2013, resultat”. trackandfield.se. http://www.trackandfield.se/Resultat/2013/130215.htm. Läst 18 februari 2013.
12. 1 2 3 4 5 6  ”Personsida på AllAthletics” (på engelska). all-athletics.com. Arkiverad från originalet den 7 november 2017. https://web.archive.org/web/20171107030021/http://www.all-athletics.com/node/148861. Läst 6 november 2017.
13. ↑  Sveriges befolkning 2000, Version 1.03, Sveriges Släktforskarförbund: Ström, Angelica Viola Maria
14. 1 2 3  ”Personsida på European Athletics' webbplats” (på engelska). european-athletics.org. http://www.european-athletics.org/athletes/group=s/athlete=130660-strom-angelica/index.html. Läst 6 november 2017.
15. 1 2 3  ”Personsida hos IAAF” (på engelska). iaaf.org. https://www.iaaf.org/athletes/sweden/angelica-strom-248853. Läst 6 november 2017.